# Echinorhynchus abyssicola
Echinorhynchus abyssicola is een soort haakworm uit het geslacht Echinorhynchus. De worm behoort tot de familie Echinorhynchidae. Echinorhynchus abyssicola werd in 1931 beschreven door Dollfus.